# أليستير غراهام
أليستير غراهام (بالإنجليزية: Alistair Graham)‏ هو نقابي بريطاني، ولد في 6 أغسطس 1942.